# ژیوو
ژیوو (به لاتین: Željevo) یک منطقهٔ مسکونی در بوسنی و هرزگوین است که در فوچا، بوسنی و هرزگوین واقع شده‌است.